# Scanners
Scanners (br: Scanners - Sua Mente Pode Destruir / pt: Scanners) é um filme canadense de 1981, dos gêneros terror e ficção científica, escrito e dirigido por David Cronenberg e estrelando Jennifer O'Neill, Stephen Lack e Patrick McGoohan. No filme, "scanners" são pessoas com poderes telepáticos e telecinéticos incomuns. A corporação ConSec busca scanners para usá-los para suas próprias intenções. O enredo do filme aborda a tentativa de Darryl Revok, um scanner renegado, de promover uma guerra contra a ConSec. Outro scanner, Cameron Vale, é enviado pela ConSec para deter Revok.

## Sinopse
Nascidos de uma experiência em laboratório, os Scanners são pessoas com grandes poderes telecinéticos, além de mover objetos e manipular pessoas, são também capazes inclusive de matar com a força de suas mentes.

## Elenco
- Jennifer O'Neill .... Kim Obrist
- Stephen Lack .... Cameron Vale
- Patrick McGoohan .... Dr. Paul Ruth
- Lawrence Dane .... Braedon Keller
- Michael Ironside .... Darryl Revok
- Robert A. Silverman .... Benjamin Pierce
- Lee Broker .... segurança
- Mavor Moore .... Trevellyan
- Adam Ludwig .... Arno Crostic
- Murray Cruchley .... programador
- Fred Doederlein .... Dieter Tautz
- Géza Kovács .... assassino
- Sonny Forbes .... assassino
- Jérôme Tiberghien .... assassino
- Denis Lacroix .... assassino
- Elizabeth Mudry .... assassina
- Victor Désy .... Dr. Gatineau
- Louis Del Grande .... primeiro scanner
- Anthony Sherwood .... scanner
- Ken Umland .... scanner
- Anne Anglin .... scanner
- Jock Brandis .... scanner
- Jack Messinger .... scanner
- Victor Knight .... Dr. Frane
- Karen Fullerton .... moça grávida
- Margaret Gadbois .... mulher no shopping
- Terrance P. Coady .... segurança
- Steve Michaels .... segurança
- Malcolm Nelthorpe .... Ray, segurança
- Nicholas Kilbertus .... segurança
- Don Buchsbaum .... homem grande no shopping
- Roland Nincheri .... homem grande no shopping
- Kimberly McKeever .... guarda alucinado
- Robert Boyd .... guarda alucinado
- Graham Batchelor .... técnico em yoga
- Dean Hagopian .... programador
- Alex Stevens .... programador
- Neil Affleck .... estudante de medicina no shopping
- John Brasington .... homem em traje hazmat (não-creditado)
- Chris Britton .... homem em traje hazmat (não-creditado)
- Jack Canon .... homem em traje hazmat (não-creditado)
- Richard Chapman Jr. .... homem em traje hazmat (não-creditado)
- Leon Herbert .... homem em traje hazmat (não-creditado)
- William Hope .... homem em traje hazmat (não-creditado)
- Thomas Kovacs .... namorado (não-creditado)
- Ian McQue .... scanner/guarda (não-creditado)
- Sam Stone .... guarda (não-creditado)

## Produção
A história é estruturada como um thriller futurista, envolvendo espionagem industrial e intriga, perseguições a carro, conspirações e tiroteios (incluindo um duelo repulsivo entre Vale e Revok no final). Foi a coisa mais próxima de um thriller de ficção científica convencional que Cronenberg fez até então, sem contar o conteúdo sexual de Calafrios, Rabid ou Os Filhos do Medo; foi também seu filme mais lucrativo até A Mosca, seis anos depois.[carece de fontes?]
Devido à excentricidade das estruturas de financiamento cinematográfico do Canadá naquela época, foi necessário começar a gravar com apenas duas semanas de pré-produção, antes do roteiro ter sido terminado, com Cronenberg escrevendo o roteiro entre às 4h e às 7h toda manhã durante as filmagens. Uma vez que a equipe de direção de arte não tinha tempo de construir cenários, algumas vezes a equipe teve que sair procurando locações para filmar. Com isso, Cronenberg disse, fazer Scanners foi um pesadelo.[carece de fontes?]
O maquiador Dick Smith (O Exorcista, Sweet Home) forneceu próteses para o importante duelo scanner e o efeito icônico da cabeça explodindo.